# إيرينيوس الأول
البطريرك إيرينيوس الأول (باليونانية: Πατριάρχης Ειρηναίος Α)‏، واسمه عند الولادة إيمانويل سكوبيليتيس (باليونانية: Εμμανουήλ Σκοπελίτης)‏؛ (17 أبريل 1939 - 10 يناير 2023)، هو البطريرك ال140 لكنيسة القدس للروم الأرثوذكس منذ انتخابه في 15 سبتمبر 2001 خلفاً لديودوروس الثاني، حتى عزله في 6 مايو 2005، حيث خلفه ثيوفيلوس الثالث.

## حياته

### المولد والنشأة
ولد إيرينيوس في 17 أبريل 1939 في جزيرة ساموس اليونانية، وكان اسمه إيمانويل سكوبيليتيس. انتقل إلى القدس في 1953.

### التدرج في الرهبنة الأرثوذكسية
في 1958، رُسم راهباً باسم إيرينيوس، على اسم القديس إيرينيئوس أسقف ليون. في 1959، رُسم شماساً وشيخاً. في 1963، تخرج من المدرسة البطريركية في القدس. في 1965، رُسم راهباً شهيداً، وفي 1966، حصل على رتبة أرشمندريت. التحق في العام ذاته بكلية اللاهوت بجامعة أثينا، وتخرج منها في 1970.
خدم إيرينيوس كإكسرخس لكنيسة القيامة في أثينا في الفترة من 1979 حتى توليه البطريركية في القدس. في 27 فبراير 1981، اُنتخب كرئيس أساقفة هيرابوليس، وفي 29 مارس من العام ذاته، تمت توليته المنصب. في 1983، تم اختياره عضواً في المجمع المقدس لكنيسة القدس للروم الأرثوذكس. في 1994، ترقى إلى مطران.

### البطريركية
عقب وفاة البطريرك ديودوروس، اختير إيرينيوس كرئيس مؤقت لكنيسة القدس للروم الأرثوذكس لمدة 8 أشهر، بسبب رفض إسرائيل لعدد من المرشحين. في 13 سبتمبر 2001، انتخب إيرينيوس بطريركاً لكنيسة القدس للروم الأرثوذكس بواسطة المجمع المقدس للكنيسة، وتم تنصيبه رسمياً في 15 سبتمبر ليكون البطريرك ال140 للمدينة المقدسة أورشليم وسائر أعمال فلسطين وسوريا والجزيرة العربية وما وراء نهر الأردن وقانا والجليل وصهيون المقدسة، وجرت مراسم التنصيب في كنيسة القيامة بحضور شخصيات بارزة مثل كريستودولوس رئيس أساقفة الكنيسة اليونانية الأرثوذكسية، ونيكولاس رئيس أساقفة كنيسة التشيك وسلوفاكيا الأرثوذكسية. واعترفت به جميع الجهات باستثناء السلطات الإسرائيلية.

### عزله من منصبه
في 5 مايو 2005، قرر المجمع المقدس لكنيسة القدس للروم الأرثوذكس بأغلبية 13 من 17 عضواً عزل إيرينيوس من منصبه وعدم التعامل معه إطلاقاً واعتباره شخصية غير مرغوب فيها كنسياً، على خلفية اتهامه ببيع أوقاف للكنيسة في البلدة القديمة بالقدس لجمعية عطيرت كوهنيم اليهودية، التي تهدف لخلق أغلبية يهودية في البلدة القديمة والقدس الشرقية.
في 24 مايو، عُقد مجمع أرثوذكسي في إسطنبول برئاسة برثلماوس الأول لمراجعة قرار مجمع القدس، وانتهى بالتأكيد على القرار، إلا أن إيرينيوس رفض الاعتراف بالقرار، وظل يقيم القداس في كنائس مختلفة بحراسة الشرطة الإسرائيلية. في يونيو 2005، تم تجريد إيرينيوس من رتبته الكنسية وخفض درجته إلى راهب، واتُخذ القرار بغياب إيرينيوس نفسه، على الرغم من تبليغه بالمحاكمة ثلاث مرات. وفقاً لتقليد يعود للقرن السادس عشر إبان حكم الدولة العثمانية، يتعين على من ينتخب لمنصب البطريرك أن يحصل على الموافقة من السلطات المحلية. عقب صدور قرارات المجمع المقدس بخصوص عزل إيرينيوس، وبعد انتخاب ثيوفيلوس الثالث خلفاً له، اعترف كل من ملك الأردن والسلطة الوطنية الفلسطينية بهذه القرارات، بينما استمرت إسرائيل تعترف بإيرينيوس كبطريرك الكنيسة حتى ديسمبر 2007.

### ما بعد العزل
منذ 16 فبراير 2008، اتخذ إيرينيوس لنفسه مقراً في شقة صغيرة بالطابق العلوي من مبنى بطريركية الروم في القدس، وكان يحصل على الطعام بواسطة حبل، وادعى أنه محبوس بأمر من خلفه ثيوفيلوس الثالث، بينما نفت البطريركية ذلك وقالت أن إيرينيوس هو من حبس نفسه طواعية احتجاجاً على عزله. في 2011، صرح إيرينيوس في مقابلة له مع جريدة هاآرتس الإسرائيلية أنه لم يكن ممنوعاً من مغادرة المبنى، لكنه لم يفعل خشية ألا يستطيع العودة.
في 3 نوفمبر 2015، وبعد 7 سنوات من العزلة، خرج إيرينيوس لأول مرة للخضوع لعملية جراحية لإزالة فتق، وفي 5 ديسمبر، زاره البطريرك ثيوفيلوس الثالث في العيادة. في 22 مارس 2016، خرج إيرينيوس مرة أخرى لحضور قداس الهدايا المقدسة في كنيسة القيامة برئاسة ثيوفيلوس الثالث، وذهب إليه وهنأه. وفي 22 مارس 2017، زاره برثلماوس الأول بطريرك القسطنطينية المسكوني.
في أوائل يونيو 2019، نقل إيرينيوس إلى المستشفى الفرنسي بعد تشخيصه بوذمة رئوية واضطراب النظم القلبي. وفي 25 يوليو 2019، قرر المجمع المقدس بالإجماع رفع الحرمان الكنسي عن إيرينيوس وإعادته لرتبة الأسقفية وللقب "بطريرك أورشليم السابق". غادر إيرينيوس القدس إلى اليونان في 29 أغسطس 2019، بدعوة من رئيس أساقفة أثينا إييرونيموس الثاني وبعد تدخلات من الحكومة اليونانية.

## وفاته

قبر إيرينيوس الأول بجزيرة ساموس.

توفي في 10 يناير 2023 في مستشفى إريكوس دينان في أثينا بعد صراع طويل مع المرض، ودُفن في اليوم التالي في دير الصليب في مسقط رأسه بجزيرة ساموس.

## الجوائز والأوسمة
- وسام نجمة رومانيا من الدرجة الثانية (2004، رومانيا)[10]